# Paweł Gusnar
Paweł Gusnar (ur. 20 czerwca 1976 w Sosnowcu) – polski saksofonista, solista, kameralista, muzyk sesyjny, pedagog, profesor Uniwersytetu Muzycznego Fryderyka Chopina, w latach 2011–2016 prodziekan Wydziału Instrumentalnego, a od 2016 r. prorektor tejże uczelni. Równolegle, od 2003 r., prowadzi klasę saksofonu w Akademii Muzycznej im. Kiejstuta i Grażyny Bacewiczów w Łodzi.
W 2023 roku został członkiem Rady Doskonałości Naukowej II kadencji.
Jako jeden z nielicznych saksofonistów łączy na równie wysokim poziomie działalność na polu muzyki klasycznej, jazzowej i rozrywkowej.

## Życiorys
Syn Marii i Ryszarda Gusnarów. Jego ojciec był muzykiem – klarnecistą, dyrygentem, nauczycielem, animatorem kultury, założycielem i długoletnim dyrektorem Szkoły Muzycznej w Dąbrowie Górniczej (obecnie Zespół Szkół Muzycznych im. Michała Spisaka).
Edukację muzyczną rozpoczął w Państwowej Szkole Muzycznej I stopnia w Sosnowcu w klasie fletu i fortepianu. Kontynuował ją w Państwowym Liceum Muzycznym im. Karola Szymanowskiego w Katowicach w klasie saksofonu Bernarda Steuera. Grę na saksofonie studiował w Akademii Muzycznej im. Karola Szymanowskiego w Katowicach oraz Akademii Muzycznej im. Fryderyka Chopina w Warszawie. W 2011 r. uzyskał stopień doktora sztuki muzycznej (rozprawa doktorska pt. Realizacja elementów muzyki jazzowej w literaturze saksofonowej na przykładzie trzech sonat na saksofon i fortepian: Phila Woodsa, Billa Dobbinsa i Ramona Rickera), w 2014 r. stopień doktora habilitowanego.
Jako solista i kameralista rocznie daje kilkadziesiąt koncertów w kraju i za granicą. Towarzyszyły mu m.in. takie orkiestry jak: Sinfonia Varsovia, Polska Orkiestra Radiowa, Amadeus, Concerto Avenna, Capella Bydgostiensis, Sinfonietta Cracovia, Sinfonia Baltica, NOSPR, Płocka Orkiestra Symfoniczna, Elbląska Orkiestra Kameralna, Royal Northern College of Music, Orchestre Valentiana, Lviv Chamber Orchestra „Academia”, Lviv Philharmonic Orchestra, Štátna Filharmónia Košice i niemal wszystkie orkiestry filharmoniczne w Polsce. Współpracuje także z wieloma orkiestrami symfonicznymi, m.in. z Filharmonią Narodową, Sinfonią Varsovią czy Polską Orkiestrą Radiową. Jako muzyk sesyjny koncertuje z zespołami jazzowymi i rozrywkowymi, m.in.: Kukla Band, Tomasz Szymuś Orkiestra, Krzysztof Herdzin Big Band, Orkiestra Adama Sztaby. Na początku lat 90. był związany z orkiestrą Teatru Rozrywki w Chorzowie. W latach 1997–2014 współpracował z orkiestrą Teatru Muzycznego „Roma” w Warszawie, Alex Band Aleksandra Maliszewskiego, Big Warsaw Band oraz Teatrem Komedia, Teatrem Syrena i Studiem Buffo w Warszawie.
Dokonał licznych nagrań radiowych i telewizyjnych, m.in. dla TVP (np. KFPP Opole, Wiktory, Orły), TVN (np. X Factor, Plebiscyt „Ludzie Wolności”), Polsat (np. Dancing with the Stars. Taniec z gwiazdami, Fabryka Gwiazd, Twoja twarz brzmi znajomo).
Paweł Gusnar jest wielkim propagatorem muzyki współczesnej, szczególnie aktywnie promując polską muzykę w świecie. Dla niego powstają dzieła, które prawykonuje na arenie międzynarodowej (ponad 80 utworów), m.in. koncerty saksofonowe: Koncert na saksofon altowy Krzysztofa Pendereckiego, Partita Krzysztofa Knittla, North Bronisława Kazimierza Przybylskiego, Gniew wiatru Bartosza Kowalskiego, Koncert na altówkę, saksofon altowy i orkiestrę symfoniczną Krzysztofa Herdzina, Koncert na saksofon sopranowy i orkiestrę smyczkową Sławomira Kaczorowskiego, Koncert na saksofon altowy i orkiestrę symfoniczną Weroniki Ratusińskiej-Zamuszko.
Dokonał także licznych prawykonań muzyki kameralnej, m.in. takich kompozytorów jak: Miłosz Bembinow, Wojciech Błażejczyk, Wojciech Chałupka, Aleksandra Chmielewska, Artur Cieślak, Gerard Drozd, Grzegorz Duchnowski, Andrzej Dutkiewicz, Mikołaj Górecki, Alicja Gronau-Osińska, Krzysztof Herdzin, Anna Maria Huszcza, Anna Ignatowicz-Glińska, Sławomir Kaczorowski, Andrzej Karałow, Nikola Kołodziejczyk, Krzysztof Knittel, Benedykt Konowalski, Aleksander Kościów, Bartosz Kowalski, Marcin T. Łukaszewski, Paweł Łukaszewski, Maciej Małecki, Toshio Mashima, Piotr Moss, Stanisław Moryto, Ryō Noda, Włodek Pawlik, Krzysztof Penderecki, Zbigniew Penherski, Maria Pokrzywińska, Dariusz Przybylski, Krzysztof Ratajski, Marian Sawa, Bogusław Schaeffer, Edward Sielicki, Elżbieta Sikora, Michał Sławecki, Marcin Stańczyk, Maciej Staszewski, Weronika Ratusińska, Łukasz Woś, Ignacy Zalewski, Wojciech Ziemowit Zych.
W dorobku posiada ponad 60 płyt CD, w tym blisko 20 autorskich, m.in.: New Polish Music for saxophone and organ, Jazz Sonatas, Komeda – Inspirations, Saxophone Impressions, cykl Saxophone Varie (vol. 1–4).
Wielokrotnie był nominowany do Nagrody Muzycznej Fryderyk, również w kategorii Artysta Roku; zdobył ją sześciokrotnie:
- w 2014 r. za Saxophone Varie,
- w 2015 r. za Paweł Łukaszewski: Musica Sacra 5 (na płycie znalazło się Lenten Music napisane dla Gusnara i wykonane przez niego i Morpheus Saxophone Ensemble[26])
- w 2016 r. za album Verbum Incarnatum, zrealizowany we współpracy z Mulierum Schola Gregoriana Clamaverunt Iusti,
- w 2019 r. za Błażewicz, Łukaszewski, Czarnecki – Polish Contemporary Concertos,
- w 2023 r. za Warsaw Saxophone Orchestra – debut![27],
- w 2024 r. za Le clavecin moderne plus saxophone, vol. 2[28].

Jest laureatem Złotego i Srebrnego Dyplomu Muzyczne Orły (2022, 2023), Armatki Kultury za rok 2019 (za płytę Faure, Grzeszczak, Whitbourn – Masses), Nagrody Dyrektora CEA I st. (2018), Nagrody Rektora UFMC (2015, 2021) oraz Pizzicato Supersonic Award (2009). Artysta nominowany był również do tytułu Koryfeusza Muzyki Polskiej (w 2014, 2015 i 2017 r.), International Classical Music Award 2020 oraz do Wrocławskiej Nagrody Muzycznej (2017).
Paweł Gusnar jest regularnie zapraszany do jury krajowych i międzynarodowych konkursów saksofonowych oraz jako wykładowca kursów mistrzowskich prowadzonych w najlepszych ośrodkach muzycznych świata – od Korei Południowej i Chin, przez liczne kraje europejskie, po Zjednoczone Emiraty Arabskie i USA. Jego studenci zdobywają nagrody na najważniejszych konkursach solowych i kameralnych.
Od 2015 r., nakładem wydawnictwa Ars musica, ukazuje się seria Paweł Gusnar Collection, zawierająca nuty utworów napisanych dla tego saksofonisty. W 2018 r. ukazały się Studia orkiestrowe na saksofon pod jego redakcją. W tym samym roku zorganizował i był dyrektorem artystycznym II Polskiego Kongresu Saksofonowego.
Jest założycielem i dyrygentem Warsaw Saxophone Orchestra, z którą koncertuje w Polsce i za granicą.
Paweł Gusnar jest artystą firmy YAMAHA, BG Franck Bichon oraz D’Addario.

## Dyskografia

### Albumy autorskie i współautorskie
- 2023: Le clavecin moderne plus saxophone, vol. 2 (Chopin University Press)[42][43], wyk. Paweł Gusnar, Alina Ratkowska
- 2022: Warsaw Saxophone Orchestra – debut! (live) (Chopin University Press)[44][45], wyk. Warsaw Saxophone Orchestra, The WHOOP Group, dyr. Paweł Gusnar
- 2022: Hertel, Górecki, Gronau, Herdzin Polish Stories (DUX)[46], wyk. Paweł Gusnar, Filharmonia Kameralna im. Witolda Lutosławskiego w Łomży, dyr. Jan Miłosz Zarzycki
- 2021: Saxophone Varie vol. 4 (Chopin University Press)[47], wyk. Paweł Gusnar, Klaudiusz Baran, Bartosz Jakubczak i in.
- 2021: Ryō Noda Les Yeux Clos (DUX)[48], wyk. Paweł Gusnar, Ryō Noda, Goran Tudor, Andreas van Zoelen
- 2020: Kaczorowski live (Ars Sonora, Akademia Muzyczna w Łodzi)[49], wyk. Paweł Gusnar, Orkiestra Symfoniczna Akademii Muzycznej im. Grażyny i Kiejstuta Bacewiczów w Łodzi, dyr. Jerzy Swoboda
- 2020: Reminiscences of Dark Streams (Chopin University Press)[50][51], wyk. Paweł Gusnar, Rafał Grząka, Chopin University Chamber Orchestra, dyr. Rafał Janiak
- 2020: Faure, Grzeszczak, Whitbourn  – Masses[52] (DUX), wyk. Paweł Gusnar, Krzysztof Urbaniak, Chór Filharmonii Łódzkiej, dyr. Dawid Ber
- 2018: Błażewicz, Łukaszewski, Czarnecki – Polish Contemporary Concertos[53] (DUX), wyk. Paweł Gusnar, Filharmonia Kameralna im. Witolda Lutosławskiego w Łomży, dyr. Jan Miłosz Zarzycki
- 2018: Krzysztof Herdzin Concerto and concertino[54][55] (DUX), wyk. Paweł Gusnar, Katarzyna Budnik-Gałązka, Krakowskie Trio Stroikowe, Elbląska Orkiestra Kameralna, dyr. Krzysztof Herdzin
- 2018: Saxophone varie vol. 3 (Chopin University Press)[56][57]
- 2016: Penderecki Concerto Per Viola (sassofono) ed Orchestra, Concerto Per Violino Solo ed Orchestra No. 2[58][59] (DUX), wyk. Paweł Gusnar, Polska Orkiestra Sinfonia Iuventus, dyr. Krzysztof Penderecki
- 2016: Saxophone Varie vol. 2 (DUX)
- 2016: (Re)Discovering Woodwind Masterpieces[60][61] (JB Records), wyk. Paweł Gusnar, Inter>CAMERATA Chamber Orchestra, dyr. Jan Jakub Bokun
- 2015: Verbum Incarnatum (Ars Sonora), wyk. Paweł Gusnar, Mulierum Schola Gregoriana Clamaverunt Iusti, dyr. Michał Sławecki
- 2013: Saxophone Varie (DUX)
- 2012: Saxophone Impressions (DUX), wyk. Paweł Gusnar, Filharmonia Kameralna im. Witolda Lutosławskiego w Łomży, dyr. Jan Miłosz Zarzycki
- 2010: Komeda – Inspirations (ARMSmusic/Fonografika), wyk. Paweł Gusnar, Jan Bokszczanin i in.
- 2010: Bill Dobbins, Ramon Ricker, Phil Woods Jazz Sonatas (JBRecords/Fonografika), wyk. Paweł Gusnar, Tomasz Filipczak
- 2007: New Polish Music for Saxophone and Organ (Music Sacra)

### Inne albumy
- 2021: Stanisław Moryto Solo & Chamber Works (Chopin University Press)[62]
- 2020: Ignacy Zalewski Accordion Works (Chopin University Press)
- 2019: Łukaszewski – The very vest of (DUX)
- 2019: Krakowski Kwintet Dęty i Goście (DUX)
- 2019: Gabinet poezji: Grechuta, Okudżawa, Wysocki, Cohen i inni (Soliton)
- 2018: Aleksandra Garbal Mysterious Garden of 20th and 21th century’s Miniatures (Acte Préalable)
- 2017: Źwierściadło – Slavic Mirror (In Crudo/Requiem Records)
- 2017: Home and Away[63] (Requiem Records)
- 2017: Anna Maria Huszcza – wydziwiAnka[64][65] (Requiem Records)
- 2016: Kasia Cerekwicka – Kolędy (Universal Music Polska)
- 2015: Marmolada na księżycu (Polskie Radio)[66]
- 2015: Instrumenty dęte drewniane i blaszane w muzyce XX i XXI wieku (Akademia Muzyczna im. Grażyny i Kiejstuta Bacewiczów w Łodzi)
- 2014: Paweł Łukaszewski: Musica Sacra 5 (Dux)
- 2014: Big Band UMFC, dyr. Piotr Kostrzewa – Classic On Jazz (Agencja Artystyczna MTJ)
- 2014: Big Band UMFC, dyr. Piotr Kostrzewa – L’Histoire du Big band (La Folle Journée)
- 2013: Jarek Wist & Krzysztof Herdzin Big Band – Swinging with Sinatra (Verità Nostra/DUX)
- 2013: Paweł Mykietyn – Chamber Works (Sarton)
- 2011: Krzysztof Penderecki – Powiało na mnie morze snów... Pieśni zadumy i nostalgii (NIFC)
- 2011: Krzysztof Kiljański – Barwy Kofty (QM Music)
- 2011: Kritaczi – Jeden z nas (QM Music)
- 2011: Robert Janowski – Osiemdziesiąte.pl (Agencja Artystyczna MTJ)
- 2011: Joanna Turska – Suity polskie (Ars Liberata)
- 2011: Olga Bończyk – Listy z daleka (Polskie Radio)
- 2011: Alex Pop Symphony Orchestra i gwiazdy (Alex Music Production)
- 2010: Antoni Murawski – Za blisko stoisz (Agencja Autorska)
- 2010: Tomasz Szymuś Orkiestra (Agora)
- 2009: Krzysztof Herdzin – Bajkowe opowieści (Polskie Radio)
- 2009: Legionowski Festiwal Muzyki Kameralnej i Organowej (UM Legionowo)
- 2009: Robert Janowski – Song.pl (Wydawnictwo Bauer)
- 2008: Świat według Nohavicy (Warsztat Antoniego)
- 2008: Piotr Polk – Polk in Love (QL Music)
- 2007: Młodzi kompozytorzy w hołdzie Fryderykowi Chopinowi (DUX)
- 2007: Weronika Ratusińska – Chamber Music (DUX)
- 2005: 20 lat Conversatorium Organowego w Legnicy 1986-2005 (DUX)
- 2005: Tam Tam Project – Sunu Music (ARMS Records)
- 2004: Rafał Stradomski – Concerto for Saxophone Quartet, Piano and Strings (Koch)
- 2002: Sinfonia Varsovia – Gershwin, Copland, Bernstein (CD Accord)

## Galeria

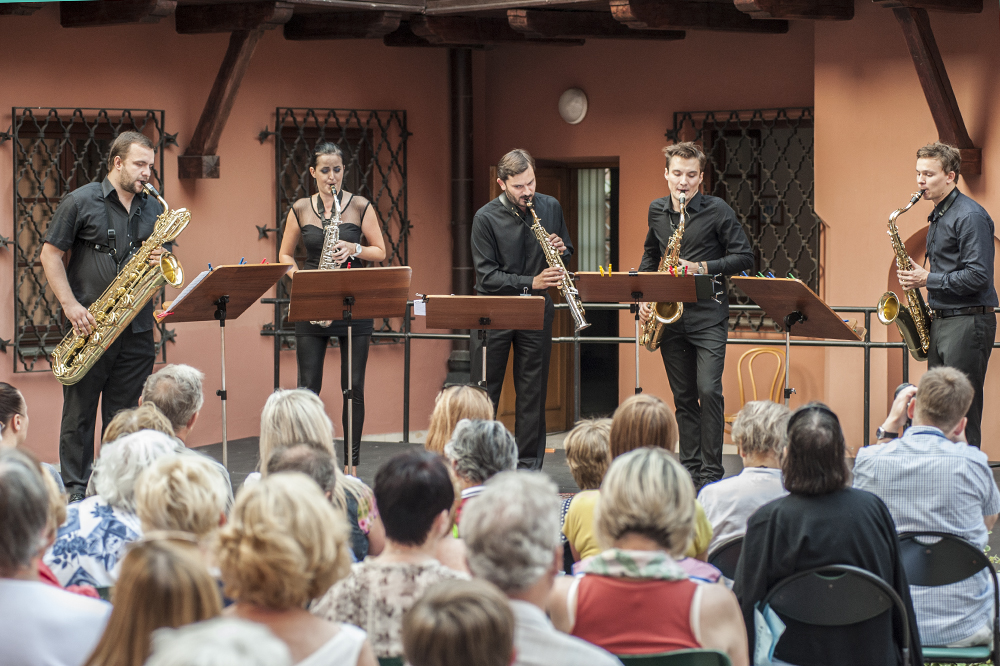
Paweł Gusnar (w środku) na saksofonie sopranowym wraz z Morpheus Saxophone Quartet - Warszawa, sierpień 2012.
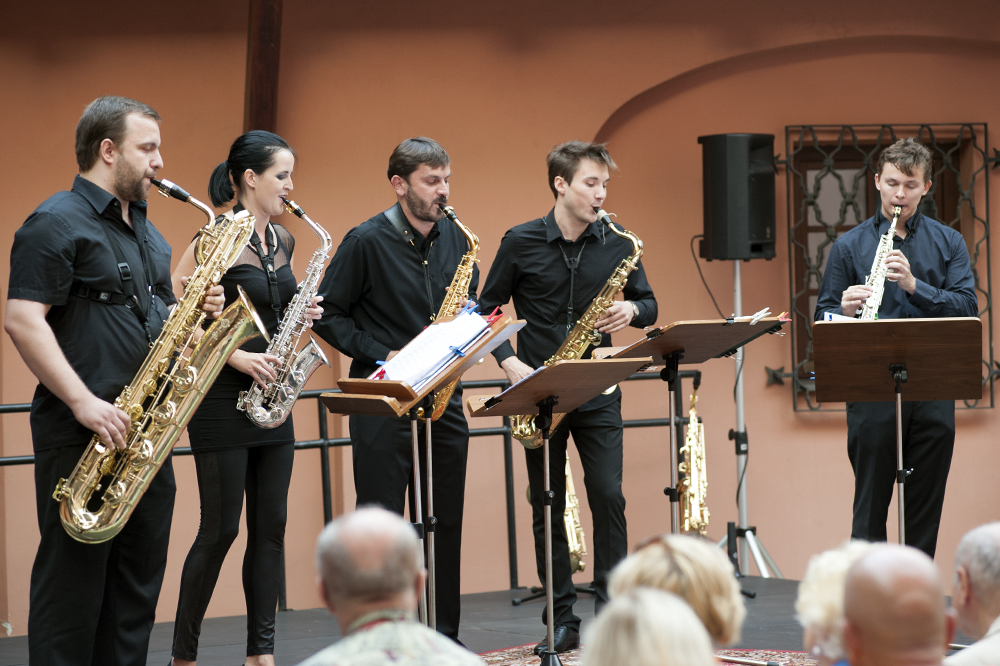
Paweł Gusnar (w środku) na saksofonie altowym wraz z Morpheus Saxophone Quartet - Warszawa, sierpień 2012.